# ジョッパ
ジョッパ（Joppa, Joppa sweet orange）とは、柑橘類でオレンジ類の品種のひとつである。名称はパレスティナのヤッファにちなむ。

## 概説
ジョッパは、アメリカ合衆国のカリフォルニア州のサンガブリエル・バレーに住んでいたA.B.Chapmanが、ジョッパから得た柑橘類の種子を1877年にまいて育成した品種である。
果実は、ほぼ球形で、大きさは7センチメートル大、重量は200グラム程度。
果皮は、表面が滑らかで、熟すと淡いオレンジ色となる。なお、果皮の厚さは4ミリメートル程度である。
果肉は、黄色味がかったオレンジ色で、比較的果汁が多い。なお、5個か6個程度の種子を含んでいることが多い。
オレンジの品種の中では、中熟種に属し、日本では2月頃に熟する。
しかし、日本で栽培するには耐寒性に欠けており、冬の寒さで果実が次々と落ちてしまうため、商業ベースでの栽培は難しい。
現在はカリフォルニア州でも栽培はされていない。

## 福原オレンジとの関わり
ジョッパは、1899年に小松精一によってアメリカから日本に持ち込まれた。
しかし、ジョッパは耐寒性が低く、日本で栽培しようとしても果実が成熟する前に、冬季の寒気のために次々と果実が落ちてしまったため、日本での商業ベースでの栽培は難しいとされた。
日本に持ち込まれてから約10年後の1909年頃（正確な年は不詳）に、福原鼎司が自園のユズを台木としてジョッパを高接ぎしたことがきっかけで、日本でも栽培できるくらいに耐寒性を備えた「福原オレンジ」という品種が誕生した。
なお、このような経緯から、福原オレンジの形質はジョッパに似ている。